# Запорожець Петро Кузьмич
Петро́ Кузьми́ч Запоро́жець (рос. Пётр Кузьмич Запорожец; 5 (17) січня 1873, Біла Церква — 19 лютого (4 березня) 1905, Вінниця) — діяч російського революційного руху.

## Життєпис

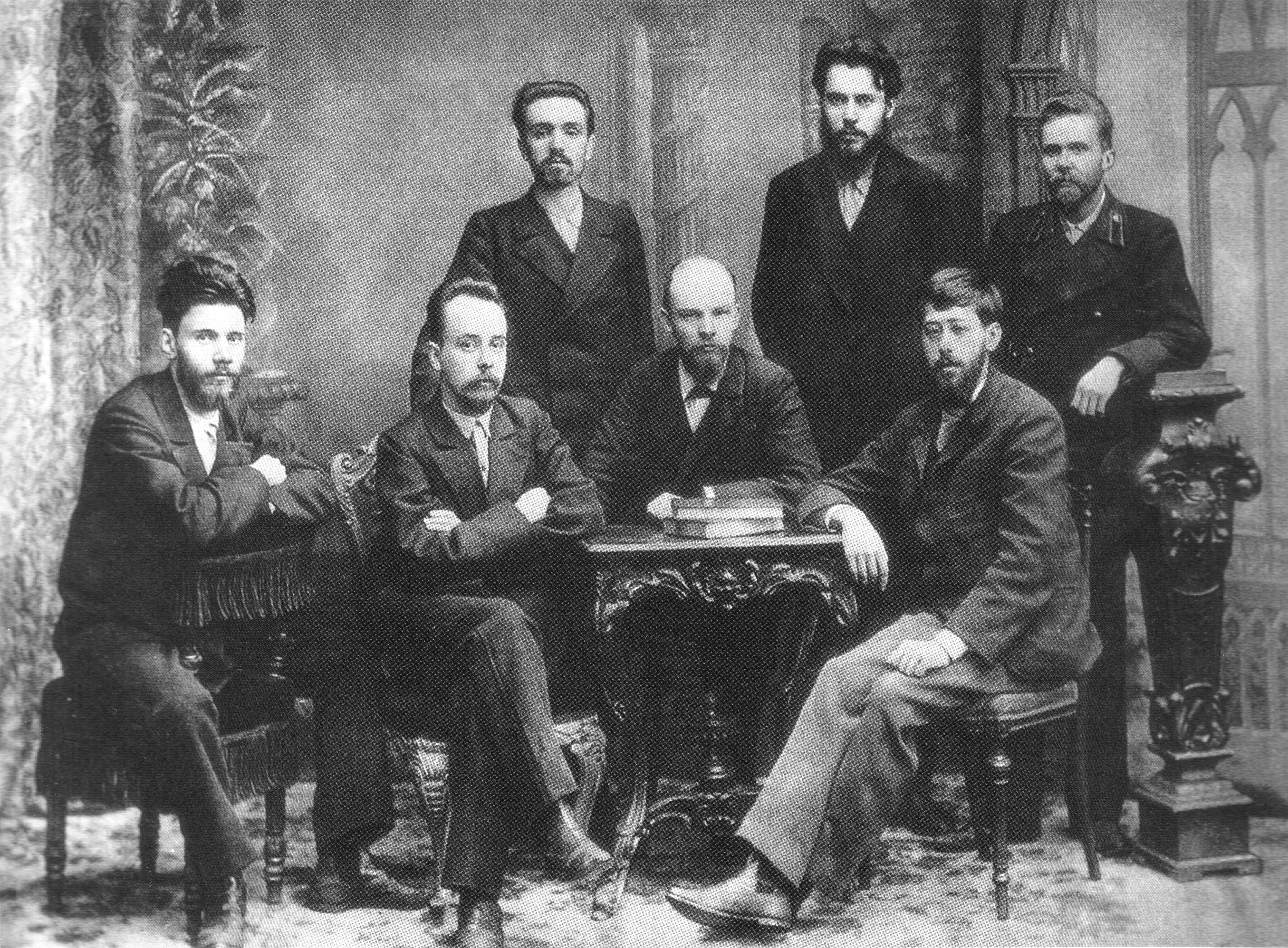
Члени петербурзького Союзу боротьби за визволення робітничого класу (зліва-направо): стоять — О. Л. Малченко, П. К. Запорожець, А. А. Ванєв; сидять — В. В. Старков, Г. М. Кржижановський, В. І. Ульянов, Ю. О. Мартов. Санкт-Петербург, 1897 рік

Народився 5 (17) січня 1873 року в Білій Церкві. 1886—1891 — навчався у Київському реальному училищі.
З 1891 року був студентом Петербурзького технологічного інституту, де вступив до марксистського гуртка і в 1895 році під керівництвом В. І. Леніна брав участь у організації Петербурзького «Союзу боротьби за визволення робітничого класу» та був учасником центрального гуртка цього союзу. Вів соціал-демократичну пропаганду серед робітників у районах Нарвської та Московської застав.
У 1895 році приїжджав у Київ із організаційним завданням.
У грудні 1895 року революціонера було арештовано та засуджено на п'ять років заслання. Перебуваючи в тюрмі, психічно захворів.
З 1897 року перебував у київській Кирилівській психіатричній лікарні. 19 лютого (4 березня) 1905 року помер у лікарні у Вінниці.
У 1970-х роках прах Петра Запорожця був урочисто перенесений в Сквер Слави (нині Європейська площа) у місті Вінниці.

## Пам'ять
- Пам'ятник Петрові Запорожцю у Білій Церкві (скульптор — Іван Кавалерідзе; демонтований 15 липня 2022 року).
- Вулицю Петра Запорожця у Білій Церкві перейменували на вулицю Івана Кожедуба.
- 28 липня 2022 року у Білій Церкві перейменовано площу Петра Запорожця на площу Європейську.
- 18 вересня 2022 року у Деснянському районі Києва вулицю Петра Запорожця перейменували на вулицю Інтернаціонального легіону.
- 30 вересня 2022 року у Вінниці вулицю Петра Запорожця перейменували на вулицю Запорізьку.
- 26 липня 2024 року у місті Тетіїв вулицю Петра Запорожця перейменували на вулицю Олександра Годованюка.
- Погруддя у селі Тептіївка Богуславської громади.